# Osice
Osice (německy Wositz) jsou obec v okrese Hradec Králové, zhruba 13 kilometrů jihozápadně od krajského města Hradec Králové. Obec se skládá ze tří místních částí – Osic, Trávníku a Polizy a má 556 obyvatel.
V Osicích jsou mimo jiné také pošta, hostinec, obchod s potravinami a základní a mateřská škola (ZŠ a MŠ Františka Škroupa).

## Historie
Historicky bylo území Osic osídleno již v předhistorickém období; nejstarší písemná zmínka o vsi se objevuje v souvislosti se založením Opatovického kláštera roku 1073 (villam Ozicih).
Roku 1801 se v Osicích, v domě číslo 24 , narodil spoluautor české hymny František Škroup.

## Pamětihodnosti
- Kostel Nanebevzetí Panny Marie, připomínaný poprvé v roce 1352, barokně přestavěn roku 1701
- Barokní márnice s kuželovou střechou, zakončenou větrnou korouhvičkou, v areálu hřbitova při kostele
- Barokní fara, s nástěnnými malbami z 18. století v interiéru, dnes s pamětní síní Františka Škroupa
- Socha sv. Josefa z roku 1735
- Pomník padlým v první světové válce
- Škroupův dům, který byl v roce 1928 postaven z peněz z veřejné sbírky
- Pomník Františka Škroupa
- Kříž u Poliz - vysoký litinový kříž a vyhlídkové místo u silnice do vesnice Polizy

## Galerie

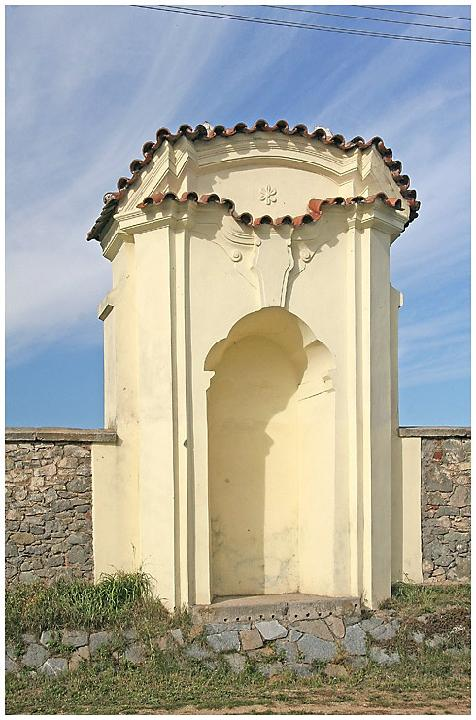
Výklenková kaple naproti hostinci v Osicích
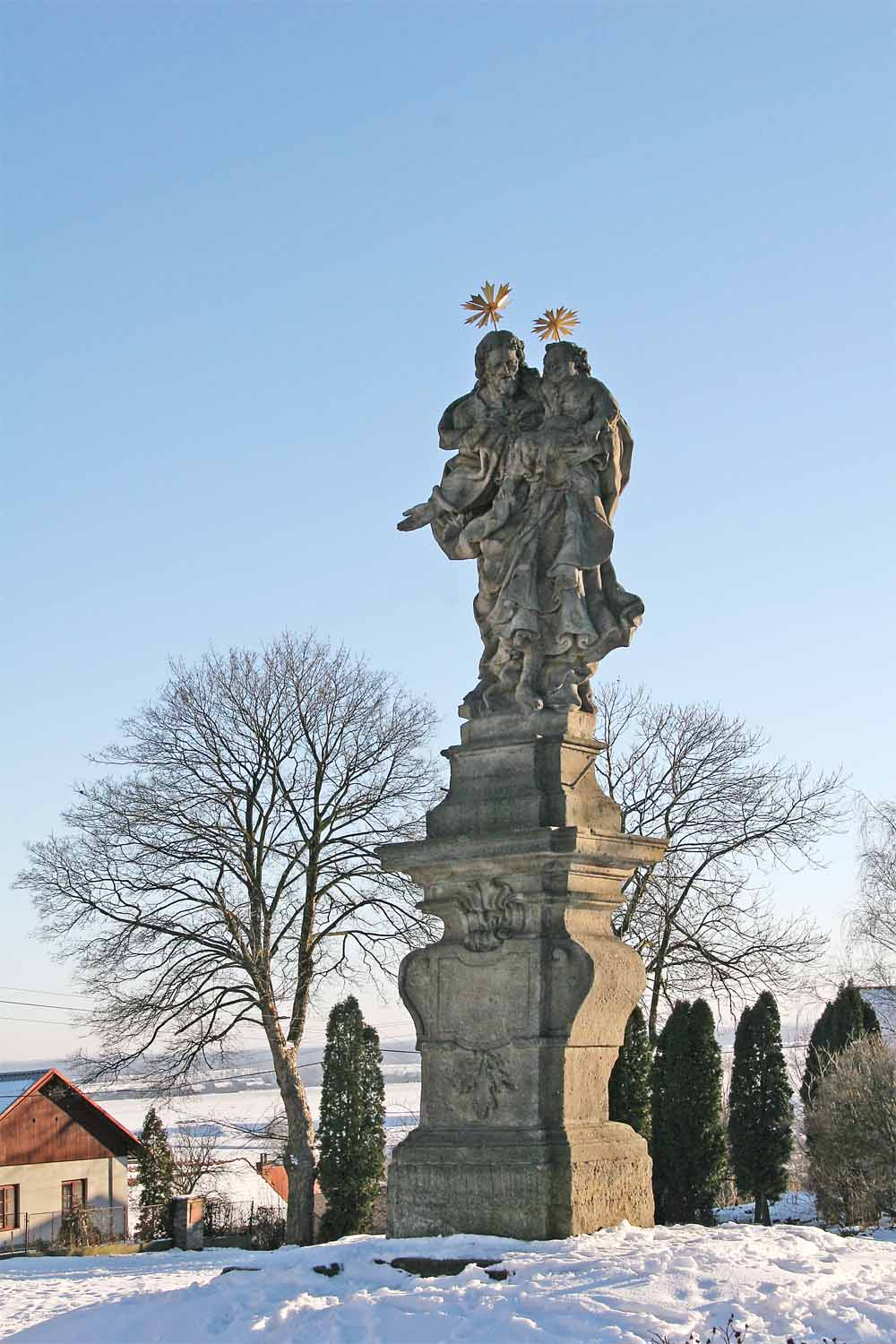
Barokní socha Svatého Josefa na návsi pod kostelem
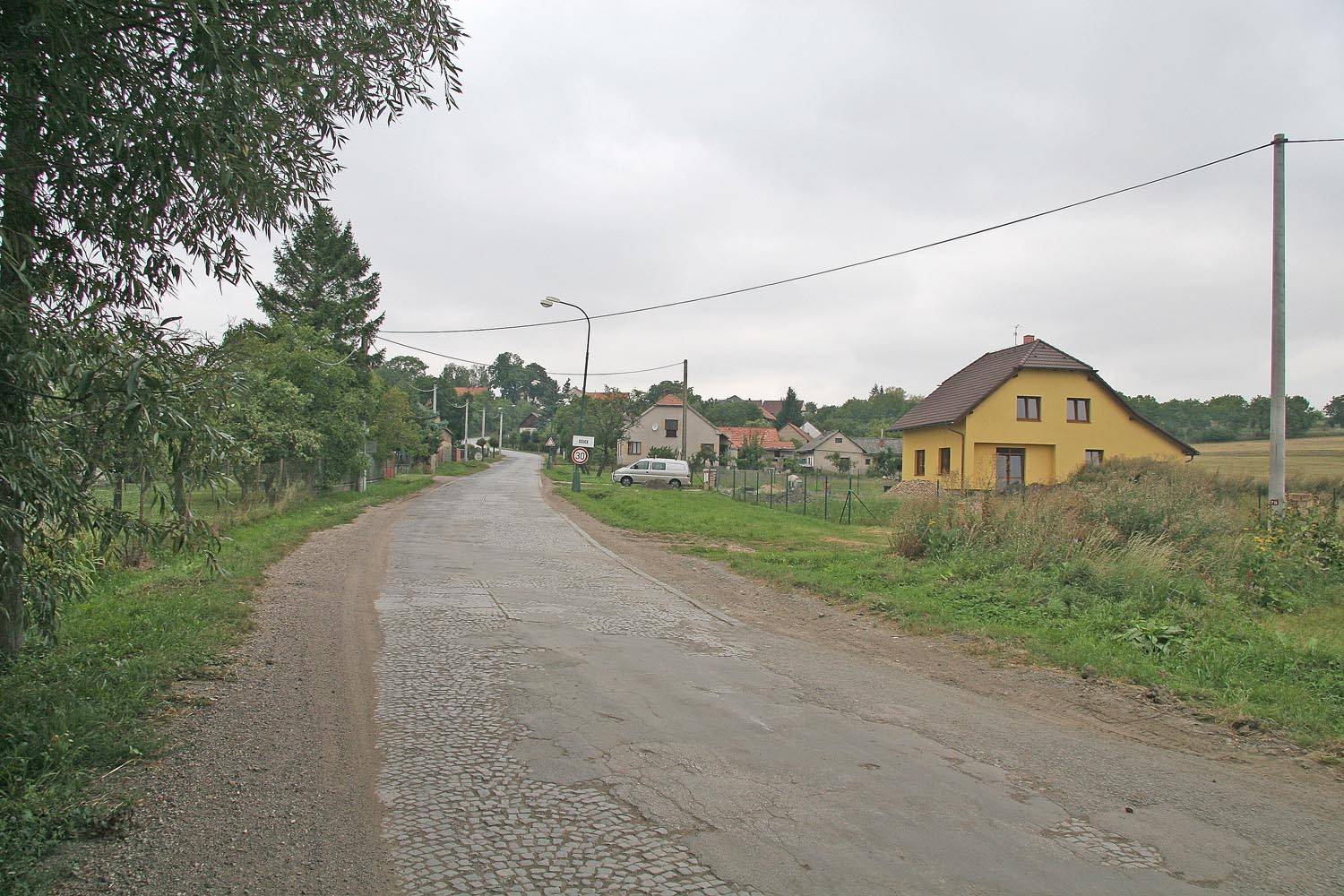
Pohled na Osice ze silnice ze Starých Ždánic
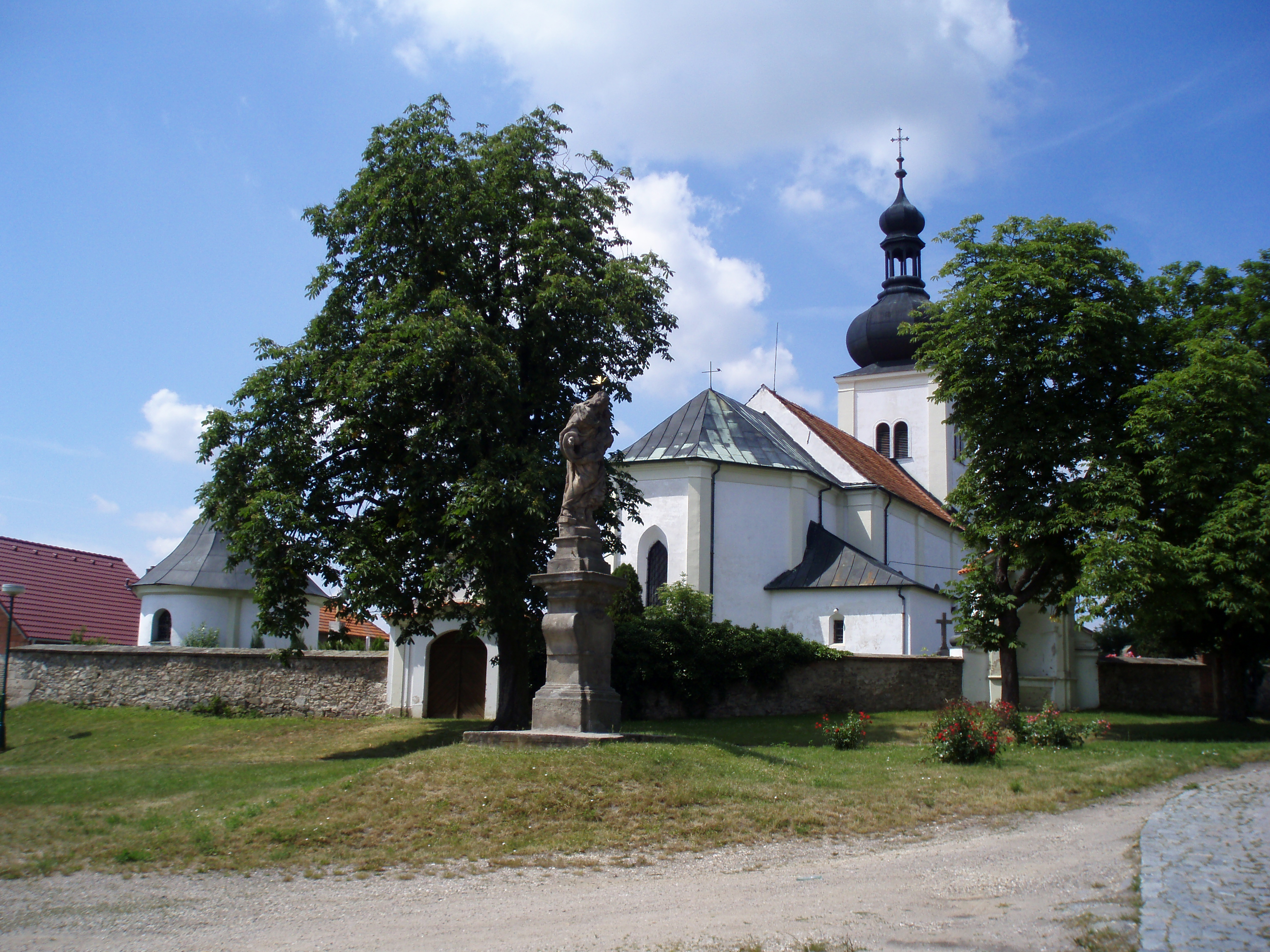
Kostel nanebevzetí Panny Marie a socha sv. Josefa
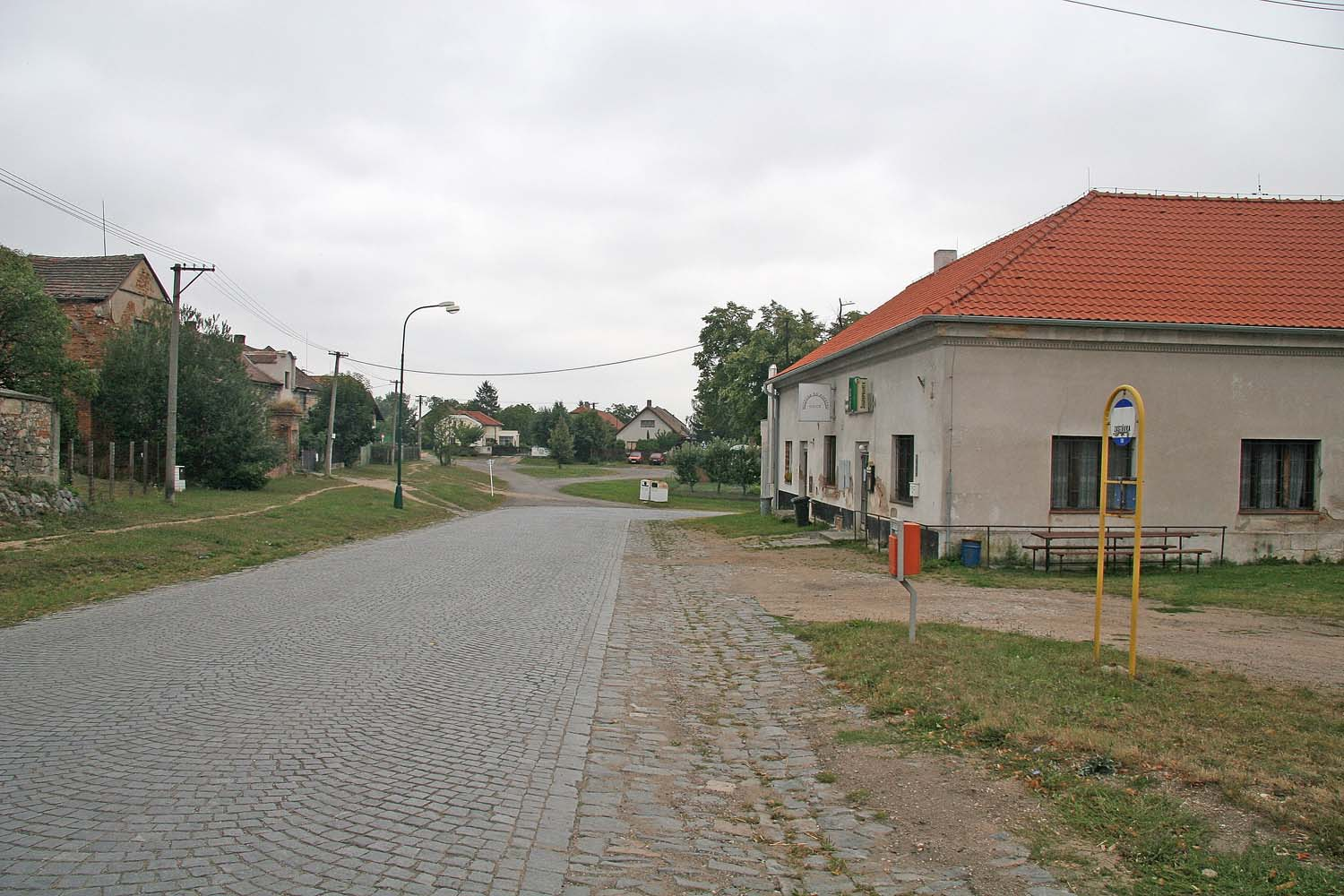
Osice u hostince